# ملعب زيمبيتو
ملعب زيمبيتو (بالبرتغالية: Estádio do Zimpeto‏) هو ملعب متعدد الاستخدامات في ضاحية زيمبيتو في مابوتو، موزمبيق. افتُتح الملعب يوم 23 أبريل 2011. بني الملعب بتمويل من الحكومة الصينية بتكلفة 57 مليون دولار. وهو غالباً ما يستخدم لمباريات كرة القدم وقد استضاف دورة الألعاب الأفريقية 2011. لديه سعة استيعاب 42,000 متفرج.

## وصلات خارجية
- www.skyscrapercity.com